# گرندویو، شهرستان هاردین، تنسی
گرندویو (به انگلیسی: Grandview) یک منطقهٔ مسکونی در ایالات متحده آمریکا است که در شهرستان هاردین، تنسی واقع شده‌است. گرندویو ۱۳۴٫۱۱ متر بالاتر از سطح دریا واقع شده‌است.